# Боберський Іван Миколайович
Іва́н Микола́йович Бобе́рський (14 серпня 1873 — 17 серпня 1947) — український педагог, організатор, фундатор, теоретик і практик української національної фізичної культури. Народився в селі Доброгостів, Галичина, Австро-Угорщина, в родині греко-католицького священника. Випускник Львівського університету. Навчався у Відні і Граці. Викладач Львівської академічної гімназії (з 1901). Сприяв становленню «Пласту», автор назви цієї організації. Голова товариства «Сокіл-Батько» (1908—1918). В роки Першої світової війни був скарбником Українських січових стрільців (1914—1918). Працював головою відділу військової преси Державного секретаріату ЗУНР (1918—1920). Повноважний представник уряду ЗУНР в США і Канаді (1920). Від 1932 року проживав у Югославії, в місті Тржич, де й помер. Редагував часописи «Вісти з Запорожа», «Січові вісти». Уклав низку підручників: «Забави й гри рухові» (1904—1905), «Копаний м'яч» (1906), «Значення руханкових товариств» (1909) та інші.
Першим увів українську термінологію в спорті, яку широко використовували в Західній Україні до 1939 року. Зокрема, запропонував такі терміни, як «ситкі́вка», «відби́ванка», «ко́паний м'яч», «гакі́вка», «стусан», «кошикі́вка», «була́вка», «лещета́рство» тощо.

## Життєпис

### Молоді роки
Іван Боберський народився 14 серпня 1873 року в селі Доброгостів Дрогобицького повіту Галичини (Австро-Угорщина). Він був первістком у родині греко-католицького священника Миколи Боберського (1844—1918) та Анни Домініки Козаневич. Родина мала давнє війтівсько-князівське походження. Батько Івана - відомий громадський діяч на Бойківщині кінця XIX - початку XX століття, засновник "братств тверезості" і «Руської читальні», дописувач галицьких часописів, підприємець, противник москвофільства. Виховуючи дітей в національно орієнтованому дусі, любив повторювати: "думай по-українськи!". Мати - вчителька за фахом, вела курси для неписьменних. З дітьми була дуже строгою. Під її опікою Іван почав навчатись грамоти. У родині Миколи та Анни було восьмеро дітей.
Лише перший рік життя Іван прожив у Доброгостові, а далі родина постійно переїздила з місця на місце через священницькі обов'язки батька. Початкову освіту в 1879—1883 роках здобував у Народній школі міста Самбора. У 1883—1891 роках навчався в цісарсько-королівській Самбірській гімназії. Там особливо захоплювався німецькою мовою. 
У 1891—1895 роках навчався на філософському факультеті Львівського університету. Подальше навчання продовжив за кордоном. У 1895—1897 роках поглиблював знання з німецької філології в університеті міста Ґраца. Там був членом українського товариства «Русь» і захопився фізичною культурою. Там само в 1897—1898 роках пройшов однорічний курс і склав іспит з фаху «вчителя ру́ханки» у середніх школах. У 1898—1899 роках за кошти батька подорожував країнами Західної Європи: Францією, Швецією, Чехією, Німеччиною, де познайомився з роботою осередків фізкультури та вивчив нові форми й методи фізичного виховання.
1899 року Іван Боберський повернувся в Галичину і склав іспит на посаду заступника учителя. Невдовзі влаштувався вчителем німецької мови в польськомовну IV цісарсько-королівську гімназію у Львові. 1900 року влаштувався працювати в цісарсько-королівській гімназії імені Франца Йосифа в Дрогобичі. Від 2 липня працював заступником учителя, а 14 липня його призначено дійсним учителем. У гімназії викладав німецьку мову в 4-8 класах, завідував німецькомовною бібліотекою. Також позаурочно вів руханку в 1—6-х класах, де вперше запровадив досі невідомі або малознані в українському середовищі ігри, зокрема, ко́паний м'яч. Був вимогливим та принциповим вчителем. Зі слів Степана Гайдучка, мусів звільнитися внаслідок конфлікту, що виник через двійку з німецької мови синові старости повіту.

### Викладацька діяльність у Львові
1900 року Боберський повернувся до Львова. Відтоді й до 1918 року мешкав за адресою — вул. Мохнацького (нині Драгоманова), 23.
Від 25 червня 1901 року Іван Боберський працював у Першій академічній гімназії у Львові на посаді учителя, а від 1905 року професора, німецької мови й класичної філології. Його зусиллями зібрано найбільшу німецькомовну бібліотеку серед тогочасних українських гімназій у Галичині. У 1903/1904 роках там запровадили заняття з руханки, які, подібно до Дрогобича, теж були надобов'язковими, тож Боберський взяв на себе ще й ці обов'язки. Впроваджуючи в навчальний предмет руханку, Боберському доводилося долати нерозуміння з боку української інтелігенції потреби розвитку тіла.
У червні 1901 року разом з Альфредом та Леонардом Будзиновськими створив Учительський гурток для підготовки вчителів руханки, учасниками якого стала академічна та гімназійна молодь. У червні 1902 року створив у Вчительському гуртку жіночий відділ. 1903 року став членом товариства "Руслан", метою якого була фінансова допомога талановитим талановитим учням, які не могли самостійно заплатити за навчання і утримувати себе.
16 квітня 1902 року Боберського прийнято звичайним членом до складу Наукового товариства імені Шевченка. 1903 року входив до о «статутової комісії» НТШ. Пізніше відійшов від діяльності в організації, щоб зосередитися на сокільському русі, а 10 жовтня 1904 року його відраховано зі складу НТШ, хоч він і надалі співпрацював з товариством з питань видавництва своїх праць. 
Паралельно до викладання в Академічній гімназії, Боберський працював вчителем у жіночих навчальних закладах. У 1904-1905 роках вів руханку в «Приватній женьскій семінариї учительскій з руским язиком викладовим «Руского товариства педаґоґічного»». У 1906-1914 роках, на прохання Андрея Шептицького, Боберський викладав німецьку мову та руханку в гімназії сестер Василіянок. 1910 року при ній засновано «Дівочий спортовий кружок».
У 1908-1909 роках руханка стала обов'язковим предметом. Це спричинило зміни в розкладі Академічної гімназії, тож Боберський залишив собі викладання німецької мови та завідування бібліотекою, а руханку передав Юрієві Самотюку. 
Безпосередніми вихованцями Боберського були: Євген Коновалець, Роман Сушко, Олена Степанів, Степан Шах тощо. Серед найвідоміших учнів з гімназії та учительського гуртка, що продовжили розвивати руханкову справу: Степан Гайдучок, Петро та Тарас Франки, Олександр Тисовський, Оксана Суховерська, Дарія Навроцька, Савина Сидорович. Євген Коновалець відносив Боберського до трьох найважливіших моментів своєї молодості, поряд з актом Мирослава Січинського та знайомством з наддніпрянською еміграцією. 
12 листопада 1907 року Боберський одружився зі словенкою Йосифиною Полак, з якою познайомився ще навчаючись у Граці.

### Поширення тіловиховання

Учительський відділ товариства «Сокіл-Батько» у Львові, весна 1913. Зліва направо: Іван Боберський, Степан Гайдучок, Тарас Франко, Омелян Гузар, Петро Франко, Іван Ігнат, Олександр Довбенко, Ігор Федів.

Іван Боберський був автором перших українських науково-методичних праць з теорії фізичного виховання і спорту: «Забави й гри рухові. Частина I» (1904), «Забави і гри рухові. Частина ІІ. Вісімнайцять гор мячевих» (1905), «Забави і гри рухові. Частина ІІІ. Копаний мяч» (1906), "Свобідні вправи для пожарних «Соколів» (1908), «Свобідні вправи. Частина 1. Вправи вільноруч Сандова», «Забави і гри рухові. Частина IV. Ситківка» (1909), «Прилюдні вправи. Частина 3. Вправи списою» (1909), «Впоряд» (1909), «Прилюдні вправи. Частина 4. Вправи топірцем» (1909), «Лавчина і щеблівка» (1910), «Правила до гаківки» (1910), «Прилюдні вправи. Частина 2. Вправи вільноруч» (1910), «Прилюдні вправи. Частина 6. Вправи хоруговцями» (1910), «Примітки до прилюдних вправ. Частина 2» (1911), «Прилюдні вправи. Частина 7. Вправи палицями» (1911), «Прилюдні вправи. Частина 8. Вправи ручником» (1911), «Нові шляхи до тілесного виховання» (1911), «Прорух» (1912). Пізніше, 1913 року, завдяки його підтримці видано перший посібник для українського «Пласту» Олександра Тисовського.
Видавав та редагував перші українські спортивні часописи: «Сокільські Вісти» (1908 — з перервами до 1938), «Вісти з Запорожа» (1910—1914) та «Січові вісти» (1912—1914). Загалом був автором понад сотні публікацій у пресі.
З рефератами про значення фізичної культури для українського народу, особливо для молоді і жіноцтва, об'їздив усю Галичину.
Організація руханкових груп вимагала упорядкування відповідної спортивної термінології. Іван Боберський після пошуків власне українського словесного окреслення нових і невідомих понять намагався зберегти у спортивній термінології рідні вислови й український дух. Він, зокрема, впровадив такі новотвори, як «ситківка», «відбиванка», «копаний м'яч», «наколесництво», «кошиківка», «гаківка», «лещетарство», «булавка», «стусан» та ін., що були в широкому вжитку на західноукраїнських землях до 1939 року, а потім у діаспорі.
Утім, Боберський був не лише теоретиком спорту, а й практиком. На аматорському рівні займався різними видами спорту. Разом зі своїми учнями він грав на уроках у копаний м'яч, гаківку і ситківку, бігав, проводив у позаурочний час піші мандрівки околицями Львова. 1909 року вперше в історії об'їхав на лещатах навколо Львова. Крім того, запроваджував й брав участь у різних іграх: Чорний лицар, Чорноморець-Біломорець, Хапко, Ходи за мною, Жгут, Яструб, Третяк, Кіт і миш, Хрещик тощо.
На 1903 рік припадають перші організаційні кроки в розвитку копаного м'яча. З ним Боберський познайомився, коли навчався в університеті Ґраца. Під час викладання руханки в Першій академічній гімназії поступово почав вводити копаний м'яч у навчальний процес. 1906 року заснував «Український спортовий кружок», членами якого були учні п'ятих класів гімназії. Займалися різними видами спорту. Члени гуртка носили жовто-синю відзнаку із золотистими буквами «У. С. К.» На зборах 21 березня 1909 року гурток поділили на сім відділень, зокрема й копаний м'яч, так було утворено команду УСК.
На запрошення Боберського від 5 до 27 вересня 1909 року команду УСК І тренував колишній гравець чеського футбольного клубу «Славія» Вацлав Льомоз.

### Сокільський рух

Львівські соколи на львівському вокзалі перед виїздом до Праги на VI-ий Всесокільський злет. У 3-му вікні: Степан Гайдучок, до якого стоячи на пероні звертається Іван Боберський.

1892 року, іще навчаючись у Львівському університеті, Іван Боберський відвідував збори тоді ще офіційно не створеного руханкового товариства «Сокіл». До організації вступив уже після повернення до Львова. Відбулося це 3 жовтня 1901 року на засіданні старшини. 17 листопада 1901 року на загальних зборах товариства його обрано другим заступником голови. В серпні 1908 року його обрано головою Старшини руханкового товариства «Сокіл» та центрального осередку «Сокіл-Батько» у Львові. На цій посаді залишався до 1918 року.
У навчальній групі при Соколі підготував перших українських учителів і вчительок тіловиховання.
За час очолення Боберським сокільського руху (у 1908—1918 роках) з його ініціативи створюються нові спортивні структури, набувають поширення та розвитку окремі види спорту, товариства, клуби не лише у Львові, а й у провінції. Так, у 1906 році його учні з Академічної гімназії засновують перший український спортовий гурток, де набувають розвитку легка атлетика, футбол, бокс, гаківка, лещетарство, мандрівництво та санний спорт. Професор допомагає організувати аналогічні гуртки не тільки у селах (руханково-пожежні гуртки), а й у містах, наприклад, в державних українських гімназіях Тернополя і Перемишля, котрі переростають у спортивні товариства «Поділля» і «Сянова Чайка». Завдяки активній праці Боберського в Західній Україні щодо організації цих товариств до Першої світової війни було засновано 974 сокільські гнізда й 794 січові гнізда. Майже кожне третє село Галичини мало свої руханкові товариства. Боберський першим приділив увагу залученню до спортивно-гімнастичних товариств жінок.
Був співголовою 1-го «Сокільського здвигу», що відбувся 10 вересня 1911 року. Щоб провести показові виступи кількох тисяч своїх членів, «Сокіл-батько» орендувало «Тор циклістув» (велотрек), що належав Галицькому товариству велосипедистів та мотоциклістів (був у районі станції «Сонячна» сучасної дитячої залізниці у Стрийському парку на перехресті перекритої тепер вул. Козельницької та вул. Стрийської).
11 вересня громадськість Львова вручила Івану Боберському срібну булаву, як символ проводу, а також присвоїла йому почесний титул «Батько української фізичної культури».
Іван Боберський бачив, що українським дітям не вистачає місць для занять спортом, оскільки вони не могли вступати в польські та єврейські клуби, у чиїй власності були спортивні майданчики. Тому за його особистої ініціативи одразу після здвигу «Сокіл-Батько» купив земельну площу «Тору циклістув» для спорудження спортивного майдану «Український город». Деяку частину грошей дали меценати, але більшу частину довелося брати під позику в заможних українців. Для повернення позики територію стадіону розбили на 22621 ділянку, кожна площею по одному квадратному метрові. Через пресу пропонували українцям викуповувати ці ділянки по 5 корон. Гроші від їх продажу надходили в фонд «Комісії закупної українського городу у
Львові», яку очолював Іван Боберський. Попри його сподівання, за три роки продали лише третину стадіону. Потім розпочалась Перша світова війна, що перервала викуп майдану. Цю справу Боберський продовжив уже на еміграції. Загалом займався цим упродовж двадцяти років. До 1938 року було викуплено 7 моргів (із загальних 11 1/2), із яких два уділи (із 20-ти) від Івана Боберського та його дружини Йосифіни.
1911 року у Львові за ініціативи Івана Боберського на базі Українського спортового кружка створено Спортове товариство «Україна». Тренування відбувалися на «Українському городі» та в гімнастичному залі («рухівні») на вул. Руській, 20, що належали «Соколу-батьку». Іван Боберський не брав безпосередньої участі в засіданнях «України», а лише «давав ради, коли вони були потрібні». 1913 року «Україна» стала членом «Сокола-батька».
Брав участь у конгресі працівників фізичної культури у Відні 1910 року, а 1912 року вивозив своїх вихованців на змагання до Праги.
Підсумком наполегливих організаційних зусиль Івана Боберського став ювілейний Шевченківський здвиг 28 червня 1914 року у Львові. У цій маніфестації українців у Львові взяло участь 12 тисяч руховиків, зокрема й гості з-над Дніпра, безліч глядачів.
Поряд зі своїми гімназійними вихованцями Олександром Тисовським та Петром Франком долучився Іван Боберський і до створення «Пласту». Підтримував організаторів порадами та фінансовою підтримкою. Запропонував організації клич "Бач!" ("бистро а чесно"), а також  пластовий знак - "стрілку з чотирма перами, повернуту вістрям праворуч". Публікував у газеті "Вісти з Запорожа" замітки про діяльність "Пласту". За однією з двох версій став автором слова "пласт" (за іншою - це слово придумав Іван Франко).

### Стрілецький рух

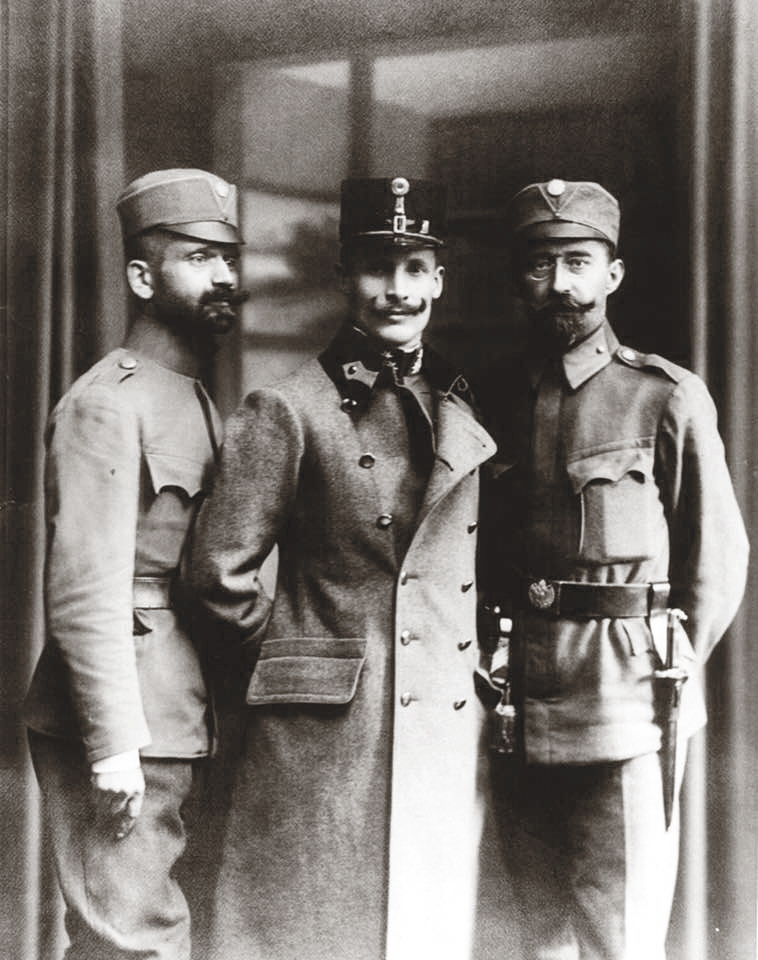
Старшини УГА Іван Боберський, Михайло Волошин і Лонгин Цегельський, 1918 рік.

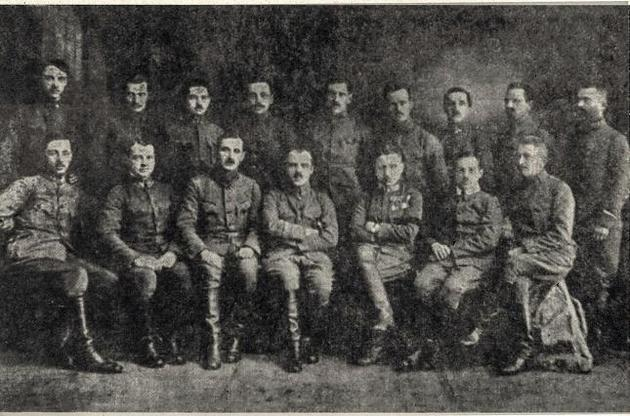
Державний секретаріат військових справ ЗУНР, лютий 1919.
Сидять зліва направо Володимир Бемко, Орест Підляшецький, Петро Бубела, Дмитро Вітовський, Ростислав-Едмунд Білас, Никифор Гірняк, Роман Шипайло.
Стоять зліва направо Нестор Гаморак, Юліан Буцманюк, Теодор Сивак, Гриць Герасимович, Остап Бородієвич, Семен Магаляс, Володимир Тимцюрак, Василь Панчак, Іван Боберський

На час Першої світової війни Іван Боберський припинив викладати у Львівських гімназіях і вступив до лав Українських січових стрільців (УСС), як і тисячі «соколів», «січовиків», «пластунів», духовним батьком яких він був. 2 серпня 1914 року як голова "Сокола-Батька" став співорганізатором Головної української ради і був її скарбником.
При ГУР створено Українську Бойову управу, що поділилася на дві секції. Боберський увійшов до "секції організації". Вона займалася мобілізацією добровольців, адміністративною роботою та матеріальним забезпеченням легіону УСС. Боберський був опікуном та очільником пресової квартири при УБУ УСС, яка оприлюднювала і поширювала серед населення малюнки, світлини, листівки з картинами стрілецького життя на фронті.
У Відні створено архів Бойової Управи. Боберський опрацьовував зібрані там матеріали і на їх основі готував публікації до часописів "Діло", "Свобода", "Світ", "Вісник Союзу Визволення України" тощо. Накладом Боєвої Управи видано збірку "Наші стрільці в рік по Шевченківськім здвизі", частину матеріалів до якої написав сам Боберських, а також "Співаник УСС", укладачем якого він був. Зусиллями Боберського зібрано фотоархів, що містив приблизно 3000 світлин з життя українських вояків.
5 травня 1915 року ГУР перетворено в Загальну Українську Раду, до якої представником від Галичини увійшов і Боберський.
Під час Першої світової війни Боберський активно листувався з Дмитром Вітовський, Сеньом Ґоруком, Іваном Коссаком, Левом Лепким тощо.
Під час Польсько-української війни 1918—1919 років Боберський обіймав посаду референта пропаганди у Державному секретаріаті військових справ ЗУНР (зокрема, в місті Тернополі). Завдяки йому розроблено українську військову термінологію, однострій для УГА, топографічні карти. А ще Боберський був редактором часопису "Вісник Державного Секретаріату Військових справ.

### Серед української діаспори

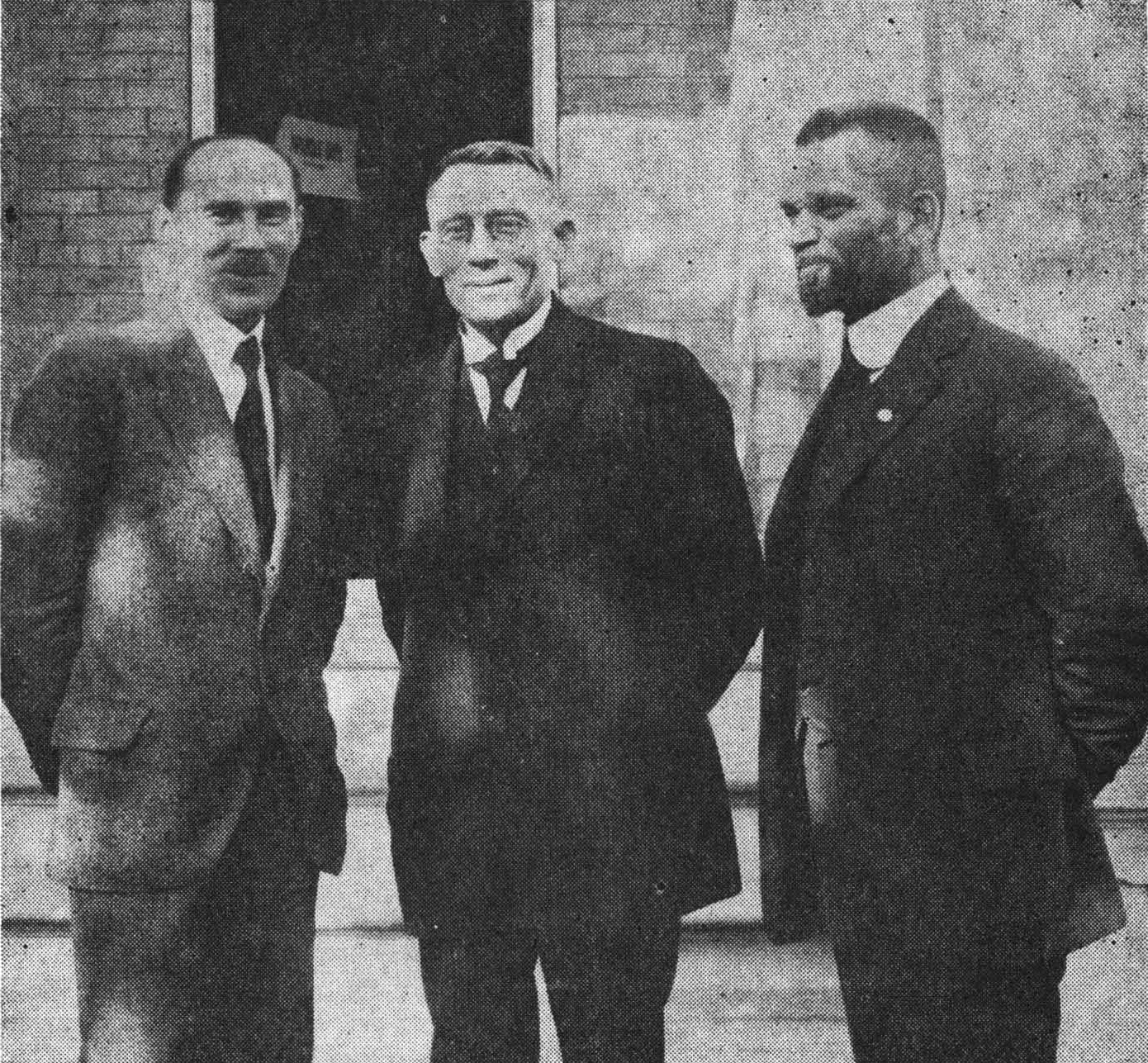
Представники Уряду ЗУНР в США і Канаді. Стоять (зліва): д-р Лука Мишуга, д-р Осип Назарук і проф. Іван Боберський. 1922 рік

1919 року за дорученням Державного секретаріату ЗУНР-ЗОУНР Іван Боберський виїхав повноважним представником до США, а в листопаді 1920-го - до Канади для організації допомоги стрілецькому війську. Під час служби за кордоном він постійно підтримував зв'язки з рідним краєм.
У 1922—1932 роках проживав у канадському місті Вінніпезі. У 1922—1924 роках був заступником голови й секретарем представництва ЗУНР, а 6 серпня 1923-го до червня 1924 року, через від'їзд Осипа Назарука до США, сам виконував обов'язки очільника представництва ЗУНР у Канаді. Зібрав 38 000 доларів для «Позички Національної Оборони» та 50 тисяч канадських доларів для Українського Червоного Хреста. Викладав історію та географію України, редагував українські часописи в Канаді, збирав матеріали для Музею українських переселенців.
Коли 1924 року представництво ЗУНР згорнуло діяльність Боберський деякий час працював у власному бюро "Трансатлантик", а 3 грудня влаштувався в корабельну компанію "Кунард". Там він сім років керував українським відділом.
Від січня 1925 року Іван Боберський представляв у Канаді львівське Товариство опіки над українськими емігрантами. Був редактором його канадської філії  Товариство опіки ім. св. Рафаїла, основна діяльність якої припала на 1925—1931 роки.
Перебуваючи в Америці, Боберський брав активну участь у житті української діаспори. Його діяльність була різноманітною — від популяризації у пресі діяльності керівника школи українського танцю Василя Авраменка в Нью-Йорку до збору матеріалів про українські часописи, книгарні, друкарні, українські школи на американській землі та проведення статистики української еміграції. Підсумком цієї праці став "Літопис канадських українців.
Не полишав Боберський і видавничої діяльности. За його редакцією вийшли альманахи «Нове поле» (1927), «Прерія» (1928), «Кленовий лист» (1929). Статті професора виходили як в українських періодичних виданнях США і Канади, так і у львівських часописах («Діло», «Нова зоря»). Боберський зібрав велику колекцію фотографій, що нині зберігається в Українській бібліотеці його імені у Вінніпезі.
1928 року Іван Боберський вперше за 10 років і востаннє в житті побував у Львові. Поїздка тривала з 15 лютого по 3 березня. За цей час зустрівся з багатьма діячами українських громадських організацій "Сокіл-Батько", "Пласт", "Українська бесіда". 19 лютого відбулась урочиста зустріч з членами "Сокола-Батька" в стінах сокільської домівки. 
1932 року перебрався з Канади до тодішньої Югославії, де мешкав у маленькому містечку Тржичі (нині — Словенія; звідти була родом його дружина Йосифина) аж до самої смерти. Там він відновив тісні зв'язки з рідною Галичиною, але й не поривав з канадськими українцями.
У грудні 1933 року Боберського обрали почесним головою Союзу українських сокільських організацій за кордоном.

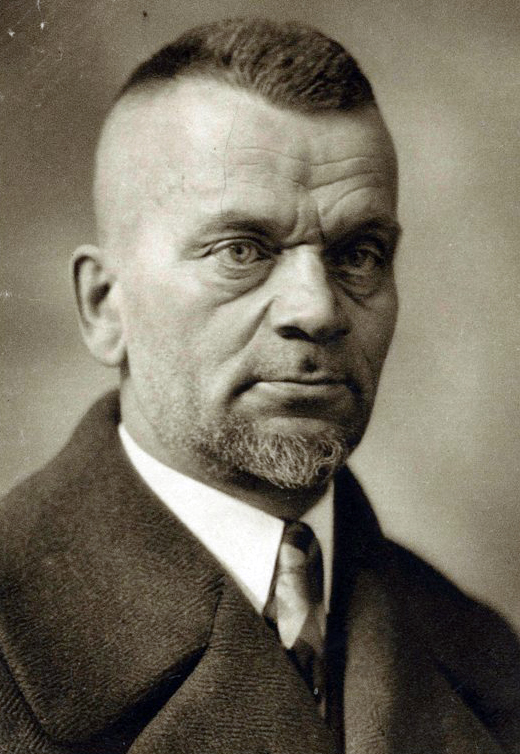
Іван Боберський, 1936 рік.

1936 року відвідав зимові та літні Олімпійські ігри в Німеччині. Надіслав звідти низку репортажів до часописів «Сокільські Вісти» та «Діло».
1946 року померла дружина Йосифина. Останні роки Іван Боберський хворів на туберкульоз. Помер 17 серпня 1947 року у Словенії. Похований на кладовищі у місті Тржичі в родинному гробівці Поллаків, родичкою яких була його дружина.

## Вшанування
- На відзначення 70-річчя з часу заснування Львівського державного університету фізичної культури рішенням Міністерства освіти і науки України вишу було надане почесне ім'я видатного діяча українського гімнастичного і спортивного руху, «Батька українського тіловиховання», професора Івана Боберського[69].
- У місті Львів існує вулиця Івана Боберського.
- 27 вересня 2013 року, на засіданні XXXIV сесії Дрогобицької міської ради, було ухвалено рішення про надання Дрогобицькій дитячо-юнацькій спортивній школі імені Івана Боберського[70]. 20 жовтня 2022 року вулицю Механізаторів у місті Дрогобич було перейменовано на вулицю Івана Боберського.
- 26 вересня 2016 року в головному корпусі Львівського державного університету фізичної культури урочисто відкрито пам'ятну дошку з нагоди присвоєння університетові почесного імені Івана Боберського[71].
- У рідному селі Івана Боберського, в Доброгостові, відкрито меморіальну кімнату-музей у приміщенні місцевої школи[72].
- 23 вересня 2020 року на його честь відкрито пам'ятну дошку в словенському місті Тржич, де він проживав з 1932 року до смерті.[73]

## Вибрана бібліографія Боберського
- Боберський І. Забави і гри рухові. Львів, 1904. 31 с.
- Боберський І. Забави і гри рухові. Часть ІІ. Вісїмнайцять гор мячевих. Львів: Накладом товариства «Сокіл», 1905. 29 с.
- Боберський І. Забави і гри рухові. Часть ІІІ. Копаний мяч. Львів, в друкарні Наукового товариства імені Шевченка: Накладом товариства «Сокіл», 1906. 36 с.[74]
- Боберський І. Впоряд. Львів, 1909. 58 с. [Архівовано 20 грудня 2021 у Wayback Machine.]
- Боберський І. Забави і гри рухові. Ч. IV. Ситківка. Львів, 1909. 47 с.[75]
- Боберський І. Лавчина і щеблівка. Львів, 1910. 16 с.
- Боберський І. Нові шляхи до тїлесного вихованя. Львів: Накладом «Сокола-Батька», 1911. 8 с.
- Боберський І. Прилюдні вправи. Ч. 2. Вправи вільноруч. Четверте видання. Львів: Накладом «Сокола-Батька», 1911. 20 с.
- Боберський І. Прорух. Львів, 1912. 15 с.
- Боберський І. Рядові вправи. Звіт дирекції ц. к. академічної ґімназиї у Львові за шкільний рік 1908/1909. Львів: Накладом наукового фонду, 1909. С. 3–58.
- Наші Стрільцї в рік по Шевченківськім здвизї 28 червня 1914. / Зладив Іван Боберський. Відень: Накладом Української Боєвої Управи, 28 червня 1915 р. 112 с. (Бібліотека УБУ, ч. 1).
- Сьпіваник Українських Сїчових Стрільцїв / [Уклав Іван Боберський]. Відень: Заходом «Артистичної Горстки», Накладом «Центральної Управи Українських Сїчових Стрільцїв», 1918. 128 с.
- Боберський І. Вправи палицями і списами. ІІ наклад. Львів, 1927. 16 с.
- Боберський І. Вправи хоруговцями. ІІ наклад. Львів, 1927. 15 с
- Боберський І. Два вечері Авраменка. Вінніпеґ, 1927. 11 с.
- Боберський І. Українське сокільство (1894–1939). Львів: Видавець «Сокіл-Батько», 1939. 16 с. (Сокільська бібліотека, ч. 7).
- Боберський І. Помічення про англійський Пласт. Львів: Видавець Сокіл-Батько, 1939. 18 с. («Сокільська бібліотека», ч. 18).
- Боберський І., М. Т. [Гайдучок С.], Д. Н. [Навроцька Д.].Вільноручні вправи. Краків: Українське видавництво, 1940. 86 с. (Бібліотека «Дорога», ч. 5).
- Боберський І. Рухові забави та ігри / Упоряд. Євген Приступа. Львів, 1994. 65 с.
- Щоденник 1918—1919 рр. / І. Боберський; упоряд.: Ю. А. Мицик; НАН України, Ін-т укр. археографії та джерелознавства ім. М. С. Грушевського. Київ: Києво-Могилянська акад., 2003. 259 с.